# カンムリカラカラ

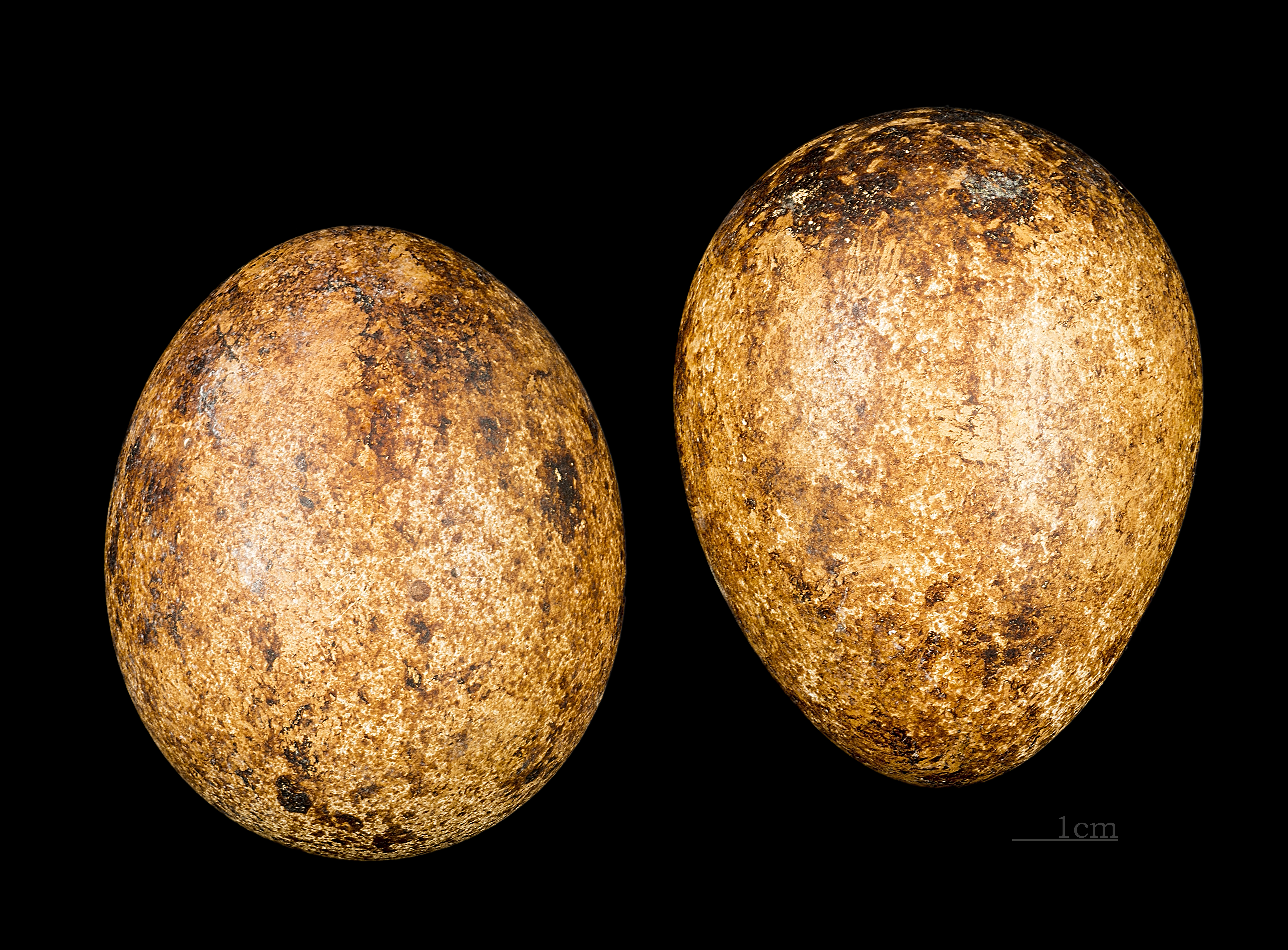
Caracara plancus

カンムリカラカラ（学名:Caracara plancus）は、ハヤブサ目ハヤブサ科の鳥。

## 分布
赤道以南の南米に分布する。

## 形態
全長49-59cm、翼開張120-132cm。背面から腹部にかけては黒褐色で、喉元は白色であり、胸部は縞模様になっている。嘴の根元は赤い皮膚が裸出している。脚は長く、黄色。

## 生態
草原や農地など開けた環境に生息する。
小型哺乳類や鳥類、昆虫類、爬虫類、カエルなどを捕食することもあるが、生きた獲物を捕らえるのはそれ程得意ではなく、動物の死骸も食べる。